# Чикаго Риџ (Илиноис)
Чикаго Риџ (енгл. Chicago Ridge) град је у америчкој савезној држави Илиноис.

## Демографија
По попису из 2010. године број становника је 14.305, што је 178 (1,3%) становника више него 2000. године.
| Група             | 2000.          | 2010.          |
| Белци             | 12.052 (85,3%) | 10.952 (76,6%) |
| Афроамериканци    | 345 (2,4%)     | 1.006 (7,0%)   |
| Азијати           | 207 (1,5%)     | 257 (1,8%)     |
| Хиспаноамериканци | 883 (6,3%)     | 1.776 (12,4%)  |
| Укупно            | 14.127         | 14.305         |